# خوسيه مانويل كالديرون
خوسيه مانويل كالديرون هو عازف قيثارة دومينيكاني، ولد في 9 أغسطس 1941 في محافظة سان بيدرو دي ماكوريس في جمهورية الدومينيكان.

## روابط خارجية
- خوسيه مانويل كالديرون على موقع ميوزك برينز (الإنجليزية)
- خوسيه مانويل كالديرون على موقع أول ميوزيك (الإنجليزية)